# جان بيار لاكروا (عالم حشرات)
جان بيار لاكروا (بالفرنسية: Jean-Pierre Lacroix)‏ هو عالم حشرات فرنسي، ولد في 1938، وتوفي في 1989.